# 83 до н. е.

## Події
- Консулами Риму були обрані Гай Норбан та Луцій Корнелій Сципіон Азіатик
- У Римі розпочалася громадянська війна.
- Розпочалася Друга Мітрідатова війна між Римом та Понтійським царством.

### Астрономічні явища
- 28 травня. Повне сонячне затемнення.[1]
- 22 листопада. Кільцеподібне сонячне затемнення.[1]

## Народились
- 14 січня — Марк Антоній, римський полководець і державний діяч
- Луцій Кассій Лонгін (трибун 44 року до н. е.)

## Померли
- Філіпп I Філадельф